# 藤枝雅
藤枝 雅（ふじえだ みやび、1975年6月20日 - ）は日本の漫画家。男性。
茨城県水戸市生まれ、日立市出身。東京都小平市在住。代々木アニメーション学院卒。

## 人物・経歴
同人サークル「あとりえ雅(のちに「仕立屋雅」)」を主宰、オリジナル作品『ティンクルセイバー』で活動し、2004年頃から商業誌でもオリジナル作品の発表を行うようになった。同人誌では健全ジャンル（非18禁）のみで長年活動を続けており、源久也や珠月まやと合同で活動することが多い。
『けいおん!』の同人活動で得たものを作品の利益に貢献したいという理由から『けいおん!』のキャラクターソングCD・琴吹紬を101枚購入したことがある。
好物はとんかつとステーキ。中学時代には親類の中華料理店を手伝っていた。

## 作風
凝った服飾デザインを得意としている。『ティンクルセイバーNOVA』は1990年代風の変身物アクション作品で多様なバトルスーツが登場し、『AliceQuartet OBBLIGATO』では作品自体が服飾店を題材としており毎回メインキャラ4人の服装が違っていた。
また百合作品をこよなく愛し、専門誌の『コミック百合姫』でも長期間執筆していた。独特の空気感を持ち、間を長くとった二人芝居のような形態の作品が多く、シリアスな恋の悩みよりも、思い合う二人がいちゃいちゃするのを楽しむような甘百合を好む。
作者自身が声優好きなことから作品にはドラマCDが付くことが多く、制作では自身が脚本を執筆する。
CLAMPの作品の影響（本人曰く「8割位」）により、スター・システムを用いてキャラクターを別作品に登場させることがある。「世界線を共有した同一人物」としており、中でも作品の舞台のほとんどに東京都武蔵野市をモデルにした紫野市という架空の市が登場している。

## 作品一覧

### 連載終了
- ティンクルセイバーNOVA（月刊ComicREX）※未完
- いおの様ファナティクス（電撃帝王）全2巻
- ことのはの巫女とことだまの魔女と（コミック百合姫）単巻
- AliceQuartet OBBLIGATO（月刊コンプエース）単巻
- 飴色紅茶館歓談（コミック百合姫）全2巻
- 乙女色StayTune（コミック百合姫S）『飴色紅茶館歓談』2巻に収録
- 天色くろすおーばー（月刊コミック電撃大王）
- 九彩エンドコンテンツ（コミックキューン）※未完
- ふわり ぴしゃりと（近代麻雀）※未完

### その他
- ☆ほしいも泉ちゃん（幸田商店）パッケージイラスト
- アニメ『かなめも』第9話エンドカードイラスト
- アニメ『犬神さんと猫山さん』第4話エンドカードイラスト
- アニメ『ご注文はうさぎですか?』第9話エンドカードイラスト
- アニメ『放課後のプレアデス』第6話エンドカードイラスト

## アシスタント
- 源久也